# ドン・ディアブロ
ドン・ディアブロ（Don Diablo、1980年2月27日 - ）は、オランダ・クーバーデン出身のDJ。本名はドン・ペパイン・シッパー（Don Pepijn Schipper）｡
2015年に流行したEDMのサブジャンル、フューチャー・ハウスの第一人者として知られている。

## 生い立ち
幼い頃から音楽が好きだったディアブロは、15歳のときから曲をプロデュースしはじめ、レコード会社とも契約を結んだ。
父親が亡くなる直前に言っていた言葉が彼の人生論を形成しており、人生において時間は非常に限られたものだと悟り、自分らしい生き方をすることを父親に誓い、自分の昔からの夢だった音楽の道へ歩むことを決心した。

## 来歴
2002年に 「Cloud No. 9 / Acceleration」 をシングルでリリースしてデビュー。その後2003年に出したシングル「Useless」がオランダのチャートで36位を記録。その後、多くのシングルやEPをリリースし、独自のスタイルを確立し、活発な活動を続け、2014年のDJ Magazine Top 100に84位にランクインし、2015年には52位順位を上げ32位にランクインした。
その後、ラスベガスの人気クラブ「Light」のレジデントDJを務めたほか、イビサ島の人気クラブ「Departures」のクロージング・パーティーでアックスウェルとセバスチャン・イングロッソと共にプレイし、オランダの音楽プロデューサーニッキー・ロメロのUKツアーにも同行、ニューヨークで行われた「Pier94」ではスウェーデンの音楽プロデューサーアレッソとも共演を果たした。
2014年に新しいビジュアル･コンセプトのレーベル「Hexagon」を立ち上げた。
2018年のDJ Magランキングでは11位から7位と、前年比4ランクアップし、メジャーの地位を固めた。

## ディスコグラフィ

### スタジオ・アルバム
- Life Is a Festival (2008年、Sony BMG)
- Future (2018年、Hexagon)
- Forever (2021年、Hexagon)